# Эвакуация немецкого населения Транснистрии

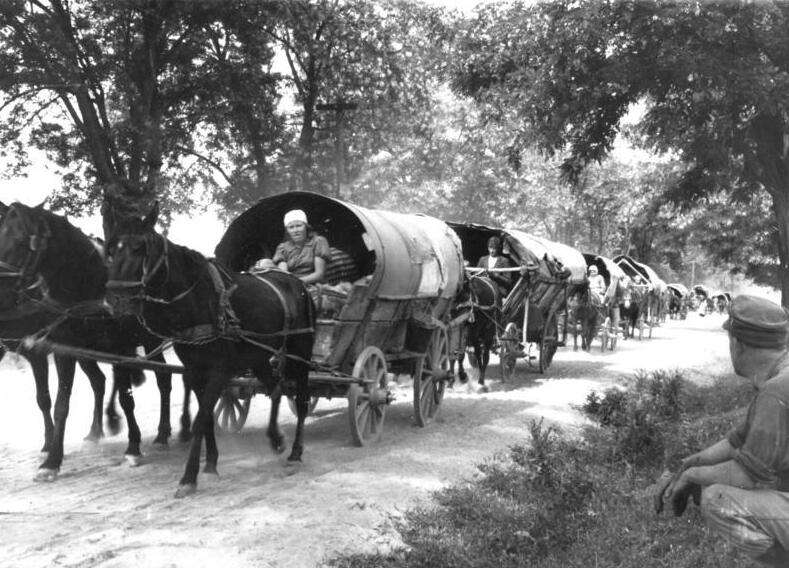
Эвакуированные причерноморские немцы в Венгрии, июль 1944 года

Эвакуа́ция неме́цкого населе́ния Трансни́стрии — массовое перемещение немецкого гражданского населения с территории между Днестром и Южным Бугом весной 1944 года. Всего немецкими властями было перемещено более 130 тысяч немцев-фольксдойчей (до Великой Отечественной войны являвшихся гражданами СССР). Их вывезли в Вартегау. Эвакуация была частью большой эвакуации немецкого населения Северного Причерноморья конца 1943 — начала 1944 годов, которая проводилась в связи с наступлением РККА. В Вартегау немцы Транснистрии разделили судьбу всех свезённых туда фольксдойче: осенью 1944 года большинство взрослых мужчин было мобилизовано в войска вермахта и СС, а оставшиеся несли трудовую повинность. Мобилизованные в СС и вермахт были отправлены на Западный фронт и на Восточный фронт, где они участвовали в боях и где многие погибли или попали в плен. Попавшие в советский плен в дальнейшем были осуждены за измену Родине, попавшие в англо-американский плен вскоре были освобождены и проживали в ФРГ.

## Предыстория

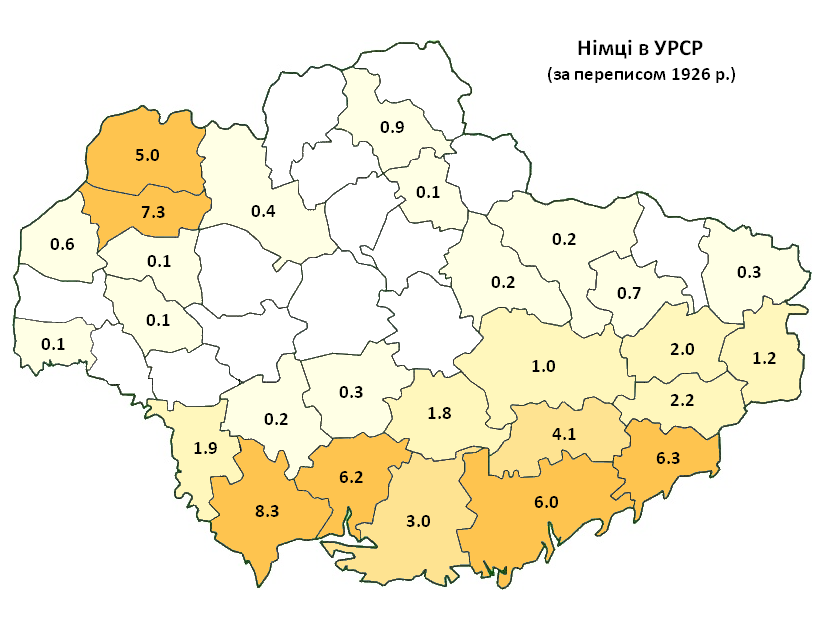
Доля немцев по областям Украинской ССР (по переписи 1926 года). Видно, что в Одесской области доля немецкого населения была больше, чем в других областях Украины

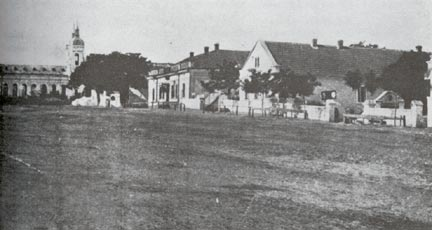
Дома причерноморских немцев-колонистов, 1927 год

Территория между Днестром и Южным Бугом была присоединена к России в 1792 году по Ясскому миру. В конце XVIII—XIX веках власти России поощряли переселение жителей Германии для земледельческой колонизации этих новых земель. В результате в Северном Причерноморье (от устья Дуная до побережья Крыма) образовался ряд немецких земледельческих колоний. Переселялись туда немцы из Данцига, Вюртемберга, Бадена и Эльзаса.
В первые два года Первой мировой войны немецкие колонии в Северном Причерноморье располагались далеко от линии фронта — между ними и Австро-Венгрией была нейтральная Румыния. В августе 1916 года Румыния вступила в Первую мировую войну на стороне Антанты, но немецких земледельческих колоний Причерноморья война почти не касалась — боевые действия до декабря 1917 года шли на румынской земле. В январе 1918 года Румыния присоединила к себе Бессарабию. В марте 1918 года междуречье Днестра и Южного Буга было оккупировано австрийскими войсками. В период оккупации во многих немецких колониях Южной Украины действовали отряды местной милиции (самообороны).
Победа большевиков в Гражданской войне привела к разделению причерноморских немецких колоний между СССР и Румынией. Немецкие колонии в Бессарабии оказались в составе Румынии, а немецкие колонии в междуречье Днестра и Южного Буга вошли в состав Украинской ССР (часть из них позднее оказалась в Молдавской АССР).
В довоенной Украине именно доля немцев в Одесской области была наибольшей среди областей Украинской ССР. Так, по переписи 1926 года в 8,3 % населения Одесской области были немцами. Одесская область была приграничной до июня 1940 года, когда к СССР была присоединена Бессарабия (с её немецкими земледельческими колониями).
По состоянию на 1939 год на территории Причерноморья (области Украинской ССР и Крымская АССР) проживали 378935 причерноморских немцев. По переписи 1939 года на территориях, позднее вошедших в Транснистрию проживали 103409 немцев (в том числе 11083 в городах):
- В Молдавской АССР — 11947 немцев (в том числе 679 человек в городах)
- В Одесской области — 91462 немца (в том числе 10404 человек в городах).

В 1940—1941 годах большинство немцев Бессарабии было репатриировано в Германию. Таким образом, к 22 июня 1941 года междуречье Днестра и Южного Буга от границы с Румынией отделяла широкая полоса, где немцев было относительно немного. Румынская перепись 1941 года выявила на территории Бессарабии 2058 немцев.

## Фольксдойче Транснистрии в 1941—1944 годах
22 июня 1941 года Румыния (одновременно с Германией) начала боевые действия против СССР. 26 июля 1941 года вся территория Молдавской ССР была полностью оккупирована немецко-румынскими войсками. В первые три недели августа 1941 года была оккупирована значительная часть междуречья Днестра и Южного Буга (кроме окрестностей Одессы). В октябре 1941 года со взятием Одессы была оккупирована вся территория между Днестром и Южным Бугом.

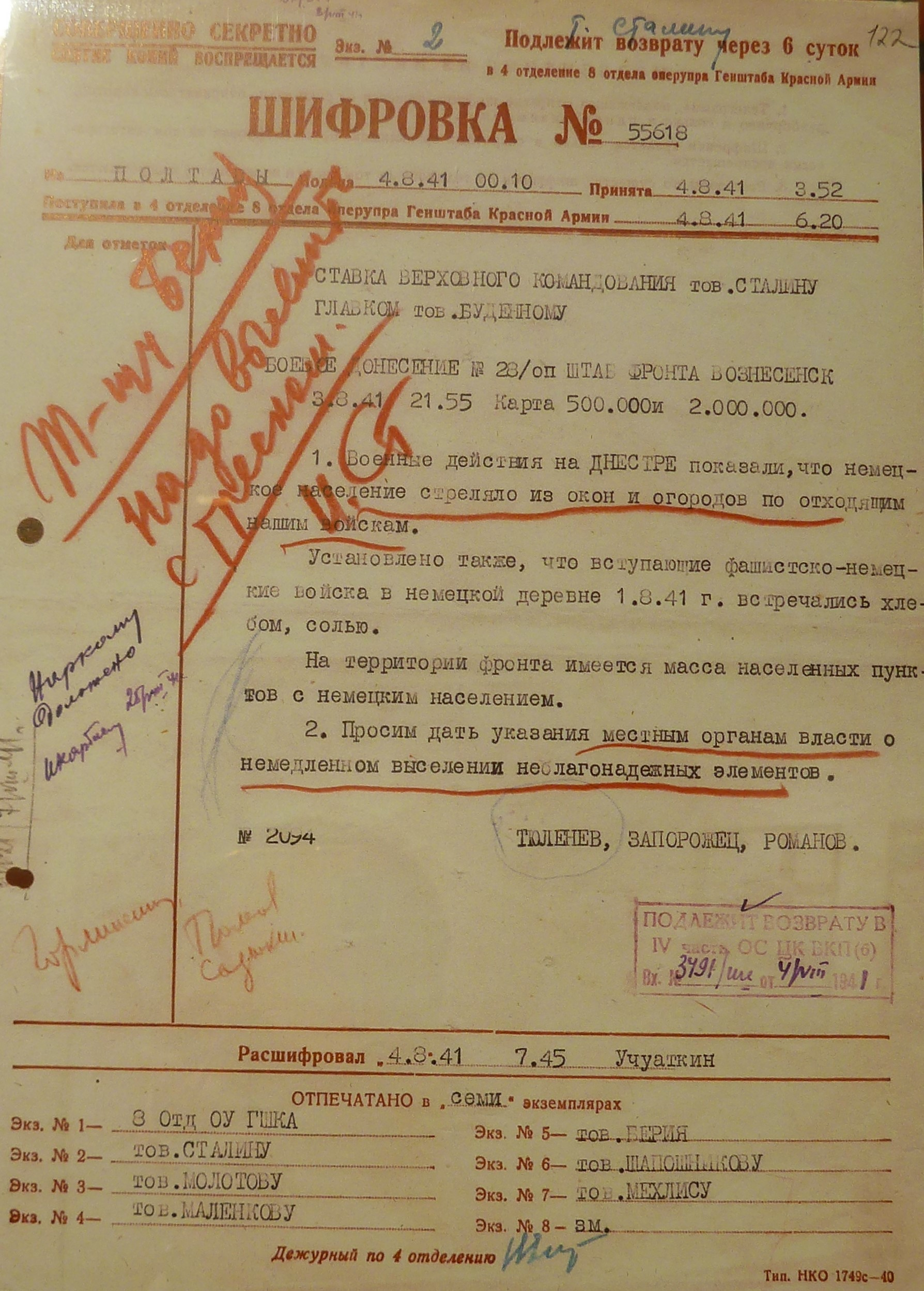
Шифротелеграмма командования Южного фронта от 4 августа 1941 года о нападениях немецкого гражданского населения на Днестре на части Красной армии

Немецкое население будущей Транснистрии в ряде случаев поддерживало вступающие немецкие войска. В полученной Сталиным в августе 1941 года шифротелеграмме командования Южного фронта, подписанной Тюленевым, Запорожцем и Романовым, сообщалось о том, что немецкое население радостно встречало немецкие войска и стреляло по отступающим советским войскам:

1. Военные действия на Днестре показали, что немецкое население стреляло из окон и огородов по отходящим нашим войскам. Установлено также, что вступающие немецко-фашистские войска в немецкой деревне 1.8.1941 встречались хлебом-солью. На территории фронта имеется масса населенных пунктов с немецким населением.
Оккупация привела к образованию новой административно-территориальной единицы — Транснистрии. В неё вошла территория между Днестром и Южным Бугом. Согласно советскому административно-территориальному делению в Транснистрию вошли Одесская область, часть Винницкой области и левобережье Молдавии. Де-юре над Транснистрией, согласно «Бендерскому договору», осуществлялась только временная румынская администрация. Фактически же оккупационный режим в Транснистрии почти не отличался от оккупационного режима в Бессарабии.
Таким образом под оккупацией оказалась территория с компактным немецким населением. В результате регистрации 1943 года на территории Транснистрии было зафиксировано 130 866 этнических немцев. В основном это было сельское население. Всего же на всей оккупированной советской территории в 1943 году (как следует из записи разговора в июне 1943 года с советником министра Байлем и советником высшего командования Хемпелем в Восточном министерстве труда) проживали 200 тысяч фольксдойче (из них 90 % в сельской местности).
128248 фольксдойче Транснистрии (по данным учёта 1942 года) делились по полу и возрасту на три группы:
- Мужчины и дети старше 14 лет — 34248 чел.;
- Женщины и девушки старше 14 лет — 46076 чел.;
- Дети до 14 лет — 48626 чел.

Фольксдойче Транснистрии находились в ведении не румынской администрации, а Особой команды «Р» (Sonderkommando R Russland),
которая в свою очередь входила в специальную Службу по делам местных немцев (Volksdeutsche Mittelstelle, VoMi/ФоМи) в статусе Главного управления СС. Возглавлял Особую команду «Р» оберфюрер (с 1943 года бригадефюрер) СС Х. Хоффмейер. 12 декабря 1941 года между Х. Хоффмейером и губернатором Транснистрии Алексяну было заключено соглашение о положении фольксдойче Транснистрии, которое предусматривало следующее:
- «Фольксдойче Миттельштелле» обязалось выдать до 28 февраля 1942 года всем фольксдойче специальные пропуска;
- «Фольксдойче Миттельштелле» получило право назначать для немецких общин бургомистра, сообщив об этом румынскому префекту.

В августе 1942 года между Хоффмейером и Алексяну было заключено новое соглашение о правах фольксдойче:
- В случае ареста фольксдойче румынские власти должны были уведомить о нём «Фольксдойче Миттельштеле»;
- Немецкие общины получали дополнительно большие участки земли, изъятой у соседнего населения иных национальностей;
- Фольксдойче могли занимать изъятые у них в Одессе в советское время (в соглашении уточнялось, что занятые евреями) квартиры. При этом мебель, оставшаяся в таких квартирах от прежних жильцов, могла приобретаться фольксдойче за умеренную плату, взимаемую румынскими властями;
- Губернатор Транснистрии обязался поставлять (за натуральную оплату) руководству «Фольксдойче Миттельштелле» (в Ландау) сигареты, спиртные напитки, сахар, соль и дрова.

Фольксдойче в Одессе были переданы в пользование мельница по производству подсолнечного масла, школа и здание «Немецкого дома».
«Фольскдойче Миттельштелле» контролировала школу, госпиталя, кино и книгоиздание. При этом школы (как и церкви) должны были финансироваться румынской администрацией. В Одессе работали немецкая школа (во главе с фрау Шютце) и «Немецкий дом», где показывали кинофильмы, театральные постановки (была труппа фольксдойче из Румынии), а также устраивали поэтические вечера (на них бывали высшие немецкие чины — например, Хоффмейер). В Зельце, Канделе, Страсбурге, Бадене и Адольфстали в 1942 году открылись детские сады: 900 детей в возрасте от 3-х до 6-ти лет и 17 воспитателей.
В ведении «Фольксдойче Миттельштелле» находилась социальная сфера: учёт многодетных фольксдойче и благотворителей, им помогавших. Так, по 4-му району Одессы были учтены 63 многодетные женщины, имевшие от 4 до 14 детей. Им помогли продуктами и одеждой. В Гросс-Либентале действовал сиротский дом.
Указанием губернатора Транснистрии был введён запрет на переезд из сёл в города, чтобы «сохранить сельскохозяйственный характер провинции». Губернатор Транснистрии также регулировал цены на сельскохозяйственные продукты.
В Транснистрии действовали 18 комендатур Особой команды «Р» (в том числе в немецких колониях Раштадт, Вормс, Шпайер, Маннгейм, Хоффнунгсталь). Действовала также организация «Немецкая молодёжь Транснистрии», построенная по принципу Гитлерюгенда. В Государственном архиве Одесской области сохранились написанные (как правило, на хорошем немецком языке) автобиографии фольксдойче, поданные при вступлении в «Немецкую молодёжь Транснистрии».
Территориально фольксдойче Транснистрии проживали как на территории Одесской области Украинской ССР, так и в Молдавской ССР (на левобережье Днестра — в бывшей Молдавской АССР). К северу от Тирасполя располагались глюкстальские колонии; между Южным Бугом и Тилигулом — березанские колонии, а в районе Одессы — кучурганские и крослибентальские колонии.
Высшая ставка налога наличными деньгами для фольксдойче составляла 50 % годового дохода с владения. Кроме того фольксдойче Транснистрии (как и рейхсдойче) сдавали пожертвования деньгами в пользу вермахта. Так, в 1942 году 14 фольксдойче в Одессе собрали для раненых немецких солдат 455 рейхсмарок. При этом составлялись списки лиц, которые внесли пожертвования.
«Фольксдойче Миттельштелле» установила нормы владения на 1 семью фольксдойче:
- 1 корова (на семью из 5-ти и более человек — 2 коровы);
- 2 свиньи и 50 % приплода от них;
- 5 овец;
- Домашняя птица (без ограничений).

Немецким общинам разрешалось иметь «работоспособных лошадей»: 1 лошадь на 10 га земли. Также были проведены прирезки земли. В частности, немецкая община в Розенфельде владела 1109 га земли, из которых 200 га были изъяты у соседей-украинцев. Община в Розенфельде имела 75 лошадей и была разделена на 12 трудовых групп. Урожай в общине собирали по 8,5 — 9 центнеров с гектара.
14 немецких фирм по согласованию с губернатором (и по предложению «Фольксдойче Миттельштелле») получили право торговать в Транснистрии и закупать продукты для поставки их в Третий рейх.
В Одессе также существовала община фольксдойче. Проректором Одесского университета был фольксдойче Шеттле, а среди преподавателей значились Теодор и Герта Педоновы. Директором Украинского театра был Валентин Хаубрандт, который ранее был помощником капитана на судне.
В 4-м районе Одессы было 45 предпринимателей фольксдойче, которые в 1942 году владели магазинами, колбасной фабрикой, электромеханической мастерской, питейными заведениями, лимонадной фабрикой, буфетом и столовой.
Фольксдойче, которые работали в «Фольксдойче Миттельштелле» и в воинских частях, получали хорошие продуктовые пайки. В частности, воинская часть № СС-10528 выдавала фольксдойче Герте Бек на протяжении 14 недель (с 20 сентября по 27 декабря 1943 года) следующий недельный паёк:
- 14 яиц;
- 7 литров молока;
- 1 кг масла.

Сохранилось много продуктовых карточек, выданных «Фольксдойче Миттельштелле» фольксдойче Одессы. Очень часто среди выданных продуктов значится гусь или утка.
Из фольксдойче Транснистрии были образованы отряды самообороны (Volksdeutscher Selbstschutz), подчинявшиеся комендантам Особой команды «Р». Самооборона (Selbstschutz) была сформирована в начале 1942 года и в неё набирали мужчин в возрасте от 18 до 40 лет. Служба в Самообороне была обязательной для фольксдойче мужского пола, достигших 18 лет.
Общая численность самообороны составляла:
- Середина марта 1942 года — около 7 тыс. чел.;
- Конец 1942 года — 5 тыс. чел.;
- Начало 1943 года — 8,5 тыс. — 9 тыс. чел.

Кроме того, около 3 тысяч немцев Транснистрии весной 1943 года были призваны в войска СС и в вермахт. В апреле 1944 года на территории Транснистрии призвали на военную службу около 4 тысяч немцев.
Члены немецкой самообороны привлекались к уничтожению местных жителей — цыган, евреев и советских активистов. Самооборона получила лёгкое стрелковое оружие, но её члены не имели формы, а только нарукавные повязки со свастикой.
На территорию Транснистрии сгонялись для уничтожения также евреи из других территорий. В селе Богдановка в конце 1941 года был создан лагерь, в котором в постройках для скота содержалось более 50 тысяч человек (евреев из Одессы, с румынских, венгерских земель и из других местностей), которых либо пригнали пешком, либо привезли по железной дороге. Во второй половине декабря 1941 — начале января 1942 года в Богдановке и в её окрестностях за три недели были перебиты почти все узники лагеря, а их тела были сожжены. Эту операцию провели подразделения румынской жандармерии при поддержке местной вспомогательной полиции, служащие комендатур Особой команды «Р» при участии около 60 членов самообороны.
Кроме того, в приказе Дирекции администрации указывалось, что (по согласованию с «Фольксдойче Миттельштелле») немецкие села получали имущество лиц, не принадлежавших к немецкой нации, которые из этих немецких сёл выселялись.
В 1944 году статус Транснистрии и Бессарабии был фактически изменён. 26 января 1944 года в Транснистрии была ликвидирована румынская гражданская администрация. 21 марта 1944 года Транснистрия перешла под временное управление вермахта.
Исследователь Мария Рутковская отмечает, что осенью 1943 года в связи с поражениями на Восточном фронте началась эвакуация немцев из Северного Причерноморья, в результате которой из СССР за период с осени 1943 года по конец 1944 года были вывезены около 350 тысяч немцев (из них 289,9 тысяч — в Вартегау).
Аналогичная эвакуация проводилась и с иных советских территорий, оставляемых вермахтом. В частности, 12 июля 1944 года в округе «Белосток» было введено военное управление (полицию как из русских, так и из фольксдойче разоружили и дали её сотрудникам право на выезд) и в тот же день началась официальная эвакуация фольксдойче из Белостока.

## Подготовка эвакуации

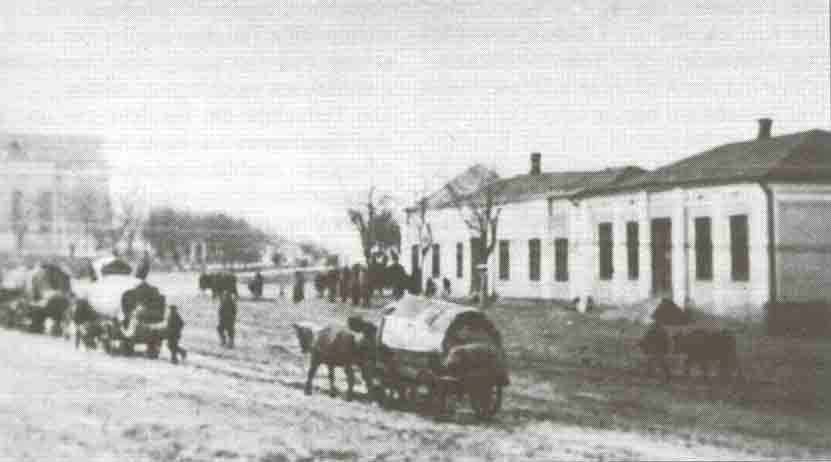
Немцы Зельца эвакуируются,
25 марта 1944 года

Командир зондеркоманды «Р» бригадефюрер СС Х. Хоффмейер курировал разработку плана эвакуации этнических немцев Транснистрии, который предусматривал следующее:
- Провести переселение немецких женщин и детей из 20-километровой полосы вдоль Южного Буга в западную часть Транснистрии. При этом трудоспособные мужчины должны были там остаться — для выполнения весенних сельскохозяйственных работ;
- В случае продолжения советского наступления — эвакуировать все немецкое население в западную часть Транснистрии;
- В случае приближения РККА к Днестру — начать организованный отход на территорию Бессарабии.

В рамках подготовки к эвакуации сотрудники зондеркоманды «Р» оповещали и инструктировали жителей колоний. Представители немецкой интеллигенции (учителя и другие) были обязаны собрать статистику (по домовладениям, хозяйственному инвентарю, домашнему скоту и земельным наделам). Германские власти рекомендовали переселенцам брать на подводы не более 500 килограммов.
Жители немецких колоний занялись подготовкой гужевого транспорта — подковывали лошадей, сооружали на каждой повозке из брезента (фанерных листов) фургон. Одновременно переселенцы заготовляли провизию: консервированное мясо и запасы муки. 12 марта 1944 года Х. Хоффмейер отдал приказ о
начале срочной эвакуации всего немецкого населения Транснистрии. Этот приказ был согласован с командованием групп армий «Юг» и «А», а 13 марта 1944 года о приказе был извещён М. Антонеску.
В марте 1944 года шла эвакуация фольксдойче также из прилегающих к Транснистрии территорий Украины. В частности, в оккупационной прессе Николаева в марте 1944 года (перед освобождением Николаева Красной армией) сообщалось:

Определенные круги города Николаева в связи с отъездом из города части граждан немецкого происхождения (фольксдойче) делают ошибочный вывод, будто бы немецкое командование предполагает оставить Николаев или город рискует попасть непосредственно в зону боевых действий. Эти вредные слухи не отвечают действительности. На самом деле эвакуация части немецких граждан (фольксдойче) проходит по заранее составленному плану, в соответствии с которым лица немецкого происхождения, проживающие в восточных областях, должны быть переселены в новые места поселения в непосредственной близости от границ Рейха
31 марта 1944 года Г. Гиммлер сообщил главе ФоМи В. Лоренцу о том, что все эвакуированные из Транснистрии немцы будут в итоге поселены в Вартегау. О данном плане Гиммлер предварительно уведомил гауляйтера Вартегау А. Грейзера, который одобрил эту идею. Гиммлер направил А. Грейзеру телеграмму, в которой поручил А. Грейзеру организовать расселение беженцев в Вартегау.
Вермахт выделил 6 транспортных судов. 17 марта 1944 года на переговорах между руководством зондеркоманды «Р» и румынским Генеральным штабом были определены пункты переправы через
Днестр: Дубоссары, Тирасполь, Бендеры и, в качестве дополнительного пункта, Овидиополь.
Согласно распоряжению штаба зондеркоманды «Р», жителям березанских и глюкстальских колоний следовало перейти на другой берег Днестра в Тирасполе и Дубоссарах. Через Овидиополь должны были переправиться эвакуированные из кучурганских и грослибентальских колоний.
Впрочем, не всегда вермахт оказывал помощь эвакуированным. У жителей колонии Ландау за несколько дней до объявления об эвакуации представители вермахта реквизировали лошадей. Поэтому их вывозили железнодорожными эшелонами, а также самолётами. В 20-х числах марта 1944 года мост через Днестр в Тирасполе был заполнен отступавшими немецкими частями и поэтому беженцам приказали повернуть к Овидиополю, но через два дня беженцы вновь повернули к Тирасполю, а в конечном итоге переправились в Дубоссарах. Однако затем немецкие военнослужащие построили понтонный мост и эвакуированные смогли перейти через Днестр в Тирасполе.
Медицинское обслуживание (в частности эвакуированным из колонии Хофнунгсталь) оказывал персонал Немецкого Красного Креста.

### Добровольность эвакуации
Украинский историк Владимир Мартыненко в 2020 году пришёл к выводу (в том чисел на основе анализа послевоенных мемуаров эвакуированных), что «подавляющее большинство немцев решили оставить свои дома не под административным давлением со стороны оккупационных властей, а добровольно, руководствуясь исключительно инстинктом собственного выживания».

## Маршруты и этапы эвакуации
В ходе первого этапа эвакуации (до 9 апреля 1944 года) немцы Транснистрии были перемещены через Днестровский лиман в Южную Бессарабию.
В соответствии с распоряжением командования вермахта от 2 апреля 1944 года и циркуляром генерал-квартирмейстера генерального штаба ОКХ от 13 апреля 1944 года, было предписано следующее:
- Основное руководство операцией осуществлял штаб зондеркоманды «Р»;
- Немецкий генерал при Главном командовании румынских королевских вооружённых сил Э. Ханзен был обязан в случае обострения ситуации на фронте ускорить эвакуацию большинства немцев из Северной Румынии на подводах. Другие группы немцев следовало вывозить железнодорожным и речным транспортом.
- Э. Ханзен должен был помогать бригадефюреру СС Х. Хоффмейеру в снабжении переселенцев продовольствием. Разрешалось использовать для перевозки переселенцев дунайские пароходы, которые были переоборудованы в госпитали (в зависимости от боевой обстановки);
- Разрешалось использовать армейский автотранспорт;
- По разработанному плану колонны беженцев должны были двинуться на шоссейных дорогах вдоль берегов Дуная.

В ходе второго этапа эвакуации в первой половине апреля 1944 года около 22 тысяч человек (старики, больные и женщины с детьми) были поездами (в том числе в открытых вагонах) отправлены в Лицманштадт.
Остальные немцы должны были эвакуироваться двумя потоками (каждым руководил гауптштурмфюрер СС):
- Северный поток беженцев (в основном жители березанских и глюкстальских колоний) должен был идти через Венгрию. Согласно предписанию ОКВ, по венгерской территории беженцы должны были идти до линии Клуж-Напока — Деж — Бетлен — Быстрица — Боргопрунд — Пояна-Стампей. Запрещалось останавливаться более, чем на 24 часа. В дальнейшем планировалось отправить (по согласованию с транспортными службами) северный поток эшелонами за пределы Венгрии;
- Южный поток беженцев (уроженцы кучурганских и грослибентальских колоний и Одессы) должны были двинуться через Болгарию, Сербию, Венгрию, протекторат Богемии и Моравии и польское генерал-губернаторство.

Северный поток по распоряжению генерал-квартирмейстера ОКХ двинулся в путь 16 апреля 1944 года из Бессарабии через Бырлад и венгерскую Северную Трансильванию. Северный поток включал:
- 70 125 человек;
- 38 444 лошадей;
- 12 729 повозок;
- 6 458 голов крупного рогатого скота.

Северный поток переправился через Прут по мосту возле деревни Фэлчу. По пути маршрут приходилось корректировать из-за постоянных налётов советской авиации и передвижения немецких частей. В Северной Трансильвании обозы сопровождали венгерские солдаты, которые обеспечивали их защиту и занимались поставкой продовольствия. К концу апреля 1944 года северный поток вышел на запланированную линию. В Деже эвакуированные были погружены в эшелоны, получили продуктовый паёк на десять дней и сдали лошадей специальной комиссии, которая выдала о приёме квитанции. Эшелоны с эвакуированными в Вартегау отправлялись с 4 по 29 мая 1944 года (причём многие шли через Будапешт).
Южный поток двинулся 23 апреля 1944 года и включал:
- 40 000 человек;
- 8 000 повозок;
- 19 000 лошадей;
- 5 000 голов крупного рогатого скота.

Южный поток переправился через Прут по понтонному мосту возле Рени, а дальше двинулся через Галац, Браилу, Исакчу, Тулчу и Чернаводэ. Движение не всегда было мирным. В частности, начальник гангуринского жандармского поста И. Ракиеру 9 мая 1944 года доносил о том, что эвакуированные немцы и немецкие военнослужащие грабили местное население, отбирая у него скот, а также иные материалы:

В зоне гангурского жандармского поста немецкая армия и эвакуированные немцы насильно, противозаконно и безо всякого ордера присвоили следующий скот, подводы и зерно: лошадей — 59, коров — 3, телят — 8, овец — 5, ягнят — 40, подвод — 34, упряжек — 23, колес для подвод — 27, пшеничной муки — 3189 кг, кукурузной муки — 1380 кг, пшеницы — 8728 кг, кукурузы — 40950 кг, ячменя — 6205 кг, овса — 3950 кг, сена — 24 200 кг, соломы — 40950 кг, птицы — 329 шт., картофеля — 12 500 кг, вина — 46 301 литр. Два дома было сожжено, и много домов было разобрано.
В начале мая 1944 года южный поток достиг достиг румынско-болгарской границы. Первым транзитным пунктом в Болгарии стала Силистра. Согласно поздним мемуарам эвакуированных, в Болгарии местное население приняло их хорошо.
27 апреля 1944 года командующий полицией безопасности и СД в Сербии штурмбанфюрер СС Э. Вейман обсудил с двумя представителями ФоМи ряд важных вопросов: предупредил, что после перехода через болгарско-сербскую границу придётся идти по территории, которую контролируют партизаны И. Тито. Э. Вейман предложил изменить маршрут: эвакуированных переправить из района Видина на румынскую территорию и пропустить по левому берегу Дуная до румынско-сербской границы. Это предложение было принято и маршрут изменён.

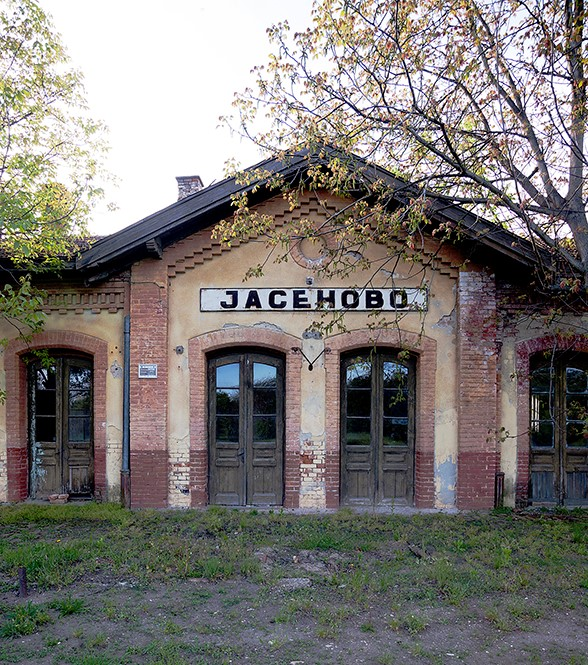
Железнодорожная станция Ясеново

В конце мая 1944 года обозы немцев из Транснистрии достигли Видина, а далее переправились на железнодорожном пароме через Дунай в Калафат. 9 июня 1944 года эвакуированные вступили на территорию Баната, где были направлены к Ясеново (район Бела-Црква), в 11 км от сербско-румынской границы. Там эвакуированные отдохнули, прошли медицинский осмотр.
Организацией размещения немцев Транснистрии занимались представитель ФоМи и главный фюрер немецкого населения Баната Й. Янко. Медицинское обслуживание осуществлялось персоналом Немецкого Красного Креста и старшим санитарным офицером при главнокомандующем немецкими войсками Юго-Востока. К этой работе, по распоряжению Й. Янко, привлекли «Женский союз» (Frauenschaft). Интендантская служба должна была обеспечить эвакуированных питанием на протяжении трёх дней.
В Банате все этнические немцы в обязательном порядке прошли санобработку: мытьё и дезинсекцию. Большая часть лошадей и крупного рогатого скота были сданы в обмен на квитанции, по которым должны были выдать компенсацию в Вартегау. Около 3 000 лошадей были переданы Сербскому и Черногорскому добровольческим корпусам. Взрослых эвакуированных мужчин вербовали в вермахт.
Затем партиями примерно по 1400 человек в день беженцев стали отправлять по железной дороге в Германию. Первый эшелон отбыл из Ясеново 10 июня 1944 года. Отправка эшелонов из Ясеново проходила до 2 июля 1944 года. В дальнейшем эвакуированные были доставлены в Лицманштадт по территории Венгрии, протектората Богемии и Моравии и генерал-губернаторства. 27 июля 1944 года главный фюрер СС и полиции Вартегау Х. Райнефарт доложил Г. Гиммлеру об окончании последней акции по переселению этнических немцев из СССР в
рейх.
Некоторые группы немцев Транснистрии в ходе эвакуации были остановлены партизанами и частями Красной Армии. В конце марта 1944 года советские партизаны внезапно появились возле села Маяки, где в тот момент жители колонии Зельц заканчивали свою переправу через Днестр. Партизанский отряд обстрелял отплывающий паром и захватил большую группу эвакуированных из Зельца. В итоге не успевшие эвакуироваться жители Зельца вернулись в Зельц. Время от времени колонны эвакуированных подвергались налётам советской авиации. На территории Румынии южный поток подвергся налёту англо-американской авиации.

## Размещение эвакуированных и их участие в войне на стороне Германии

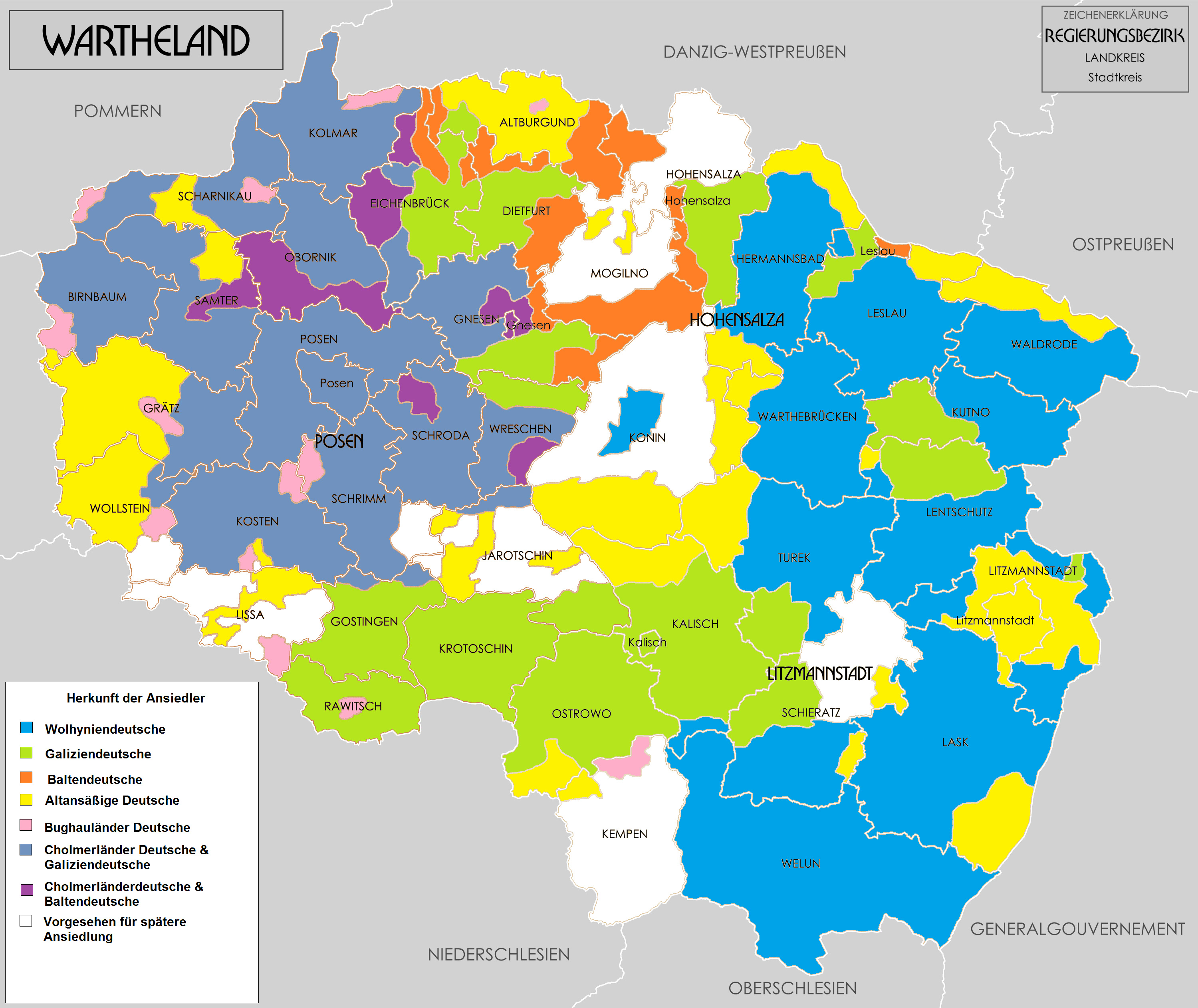
Расселение фольксдойче в Вартегау по территориям прибытия (1939—1945)

В Вартегау все прибывшие прошли санитарную обработку: душ и дезинсекцию. Для немцев Транснистрии в Вартегау были оборудованы три пересыльных лагеря: Пабьянице, в Лицманштадте и Гёрнау.
В дальнейшем судьба эвакуированных из Транснистрии не отличалась от участи фольксдойче, переселённых в Вартегау из иных мест.
Переселенцы из Транснистрии (как и из других местностей СССР) после прибытия в Вартегау должны были пройти натурализацию, после которой возник вопрос о призыве натурализованных советских немцев мужского пола и призывного возраста на военную службу. В начале 1944 года Г. Гиммлер отдал личное распоряжение: мужчин призывного возраста подвергнуть медицинскому осмотру и поставить на учёт как потенциальный резерв войск СС, чтобы их нельзя было мобилизовать в вермахт. В апреле 1944 года между Главным управлением расы и поселений СС, Главным управлением СС и Управлением комплектования войск СС было заключено соглашение о службе в войсках СС немцев из Украины: на каждого переселенца следовало завести учётную карту с его расовыми характеристиками (Rassenkartei), копию которой отослать в филиал Главного управления расы и поселений СС в Лицманштадте, который должен был принять решение о пригодности переселенца к службе в СС. Призыв натурализованных касался не только переселенцев из Транснистрии, но и всех советских натурализованных фольксдойче. Уже в апреле 1944 года некоторое количество натурализованных советских немцев было призвано в войска СС. В апреле 1944 года указание шефа Главного управления СС Г. Бергера предписывало взять на воинский учёт мужчин из числа переселенцев из Южной Украины. Предполагалось, что эти немцы должны быть призваны в 8-ю кавалерийскую дивизию СС «Флориан Гейер». Но в Вартегау по просьбе гауляйтера А. Грейзера призыв большинства переселенцев из СССР в войска СС был отсрочен до 30 июня 1944 года.
Тем временем в 1944 году к мобилизации немцев-переселенцев приступили структуры вермахта. В рамках мобилизации вермахт конкурировал с СС Представители управления призывного района (Wehrbezirkskommando) во время учёта мужчин в Вартегау не обращали особого внимания на то, что некоторые не натурализовавшиеся немцев имели статус добровольцев войск СС. На возражения Главного управления СС (SS-Hauptamt) военные отвечали, что мобилизационное предписание вермахта обладает большей силой, чем какие-либо свидетельства СС. Руководство СС начало борьбу за недопущение мобилизации переселенцев в вермахт. В частности, руководители лагерей Управления по делам этнических немцев получили указания изымать выданные военными документы у переселенцев, которые ранее подавали заявления в войска СС. В мае 1944 года Управление комплектования войск СС обратилось в Центральное бюро по иммиграции (подчинялось непосредственно СД) с просьбой об отсрочке в выдаче до конца июня 1944 года выдачи удостоверений о получении германского гражданства натурализовавшимся в первой половине 1944 года этническим немцам. Центральное бюро по иммиграции эту просьбу удовлетворило — она позволяла рекрутам успеть пройти медицинские комиссии. Тем не менее летом 1944 года была проведена в Вартегау мобилизация немцев-переселенцев из СССР.
Часть переселенцев попыталась уклониться от призыва на военную службу путём непрохождения натурализации и неполучения гражданства Третьего рейха. Однако 26 июня 1944 года командование вермахта выпустило указ о привлечении на службу этнических немцев, получивших удостоверение переселенца. Мобилизации подлежали также лица, которые отказались по необоснованным причинам от прохождения фильтрации в лагере. 19 августа 1944 года указ Верховного командования вермахта чётко определил правила призыва советских немцев в вермахт:
- Командование войск СС могло проводить учёт и призыв переселенцев до их натурализации;
- Лица, получившие гражданство Германии, призывались в вермахт на общих основаниях;
- После получения гражданства Германии, призывник мог поступить в СС только на добровольных началах.

В июне 1944 года прошла первая массовая отправка советских немцев в войска СС. При этом многие рекруты ещё не прошли натурализацию и должны были её завершить в местах дислокации учебно-запасных частей войск СС. К началу июля 1944 года в войска СС мобилизовали около 5,8 тысяч советских немцев.
С 8 по 18 июля 1944 года в Варшаве провели фильтрацию около 700 переселенцев — преимущественно уроженцев Одесской, Запорожской, Николаевской и Черниговской областей. В большинстве это были мужчины, которые родились между 1923 и 1927 годами. Согласно наблюдениям сотрудников Центрального бюро по иммиграции, практически все мужчины добровольно записались в войска СС, руководствуясь желанием бороться против большевизма. Однако большинство проверенных в первой половине июля 1944 года в Варшаве новобранцев не получило свидетельствующие о натурализации документы, поскольку члены их семей на тот момент не прошли фильтрацию в Вартегау.
Вскоре в Германии началась тотальная мобилизация. Й. Геббельс потребовал от администрации всех округов задействовать дополнительные человеческие ресурсы на военные цели. После этого, гауляйтер А. Грейзер (он был одновременно имперским комиссаром обороны своего округа) издал постановление о временной трудовой повинности всего мужского и
женского населения Вартегау в возрасте от 15 до 65 лет. Летом 1944 года А. Грейзер дал согласие на формирование из годных к службе советских немцев (включая тех, кто ещё не получил гражданство Третьего рейха) особых рот для выполнения вспомогательных функций. Эти особые роты были размещены в Позене и Лицманштадте и участвовали в мероприятиях полиции противовоздушной обороны (Luftschutzpolizei). Вскоре особые роты стали использоваться за пределами Вартергау — например, на подавлении Варшавского восстания в августе — октябре 1944 года. Многие советские мужчины-переселенцы были отправлены по просьбе главного фюрера СС и полиции генерал-губернаторства В. Коппе на возведение оборонительного рубежа по линии Сан — Висла.
С сентября 1944 года начался массовый набор советских немцев в войска СС. 25 сентября 1944 года А. Гитлер подписал приказ о призыве всех мужчин в возрасте от 16 до 60 лет, которые не могли служить в армии, в ряды фольксштурма. Под действие данного приказа попадали и этнические немцы-переселенцы. Женщины, получившие официальное подтверждение своего немецкого происхождения, могли быть задействованы в качестве сестёр или помощниц Немецкого Красного Креста. Срок обучения рекрутов мог состоять всего семь недель.
Осенью 1944 года подавляющее большинство годных к военной службе советских немцев было призвано в вермахт.
Оставалось небольшое число мужчин, которые не прошли фильтрацию и определялись немецкими властями в качестве «лиц с неопределённым гражданством». В ноябре 1944 года РСХА разрешило набирать в вооружённые силы Германии и военизированные организации эту категорию мужчин.
Много немцев пополнили ряды 9-й танковой дивизии СС «Гогенштауфен» и участвовали в Арденнской операции. Многие фольксдойче воевали на Восточном фронте. Часть погибла, часть попала в плен (как к Красной армии, так и к её союзникам). Те пленные, которые попали к западным союзникам, вскоре были освобождены и потом проживали в ФРГ. Однако те, кто попал в советский плен, были осуждены как изменники Родины.
Не мобилизованные на военную службу немцы Вартегау были вскоре вновь эвакуированы перед наступающей Красной армией. В результате повторной эвакуации фольксдойче из Вартегау оказались в разных регионах Германии: в Саксонии, Баварии, Шлезвиг-Гольштейне и других.

## Оставшиеся в Транснистрии немцы
В результате в Транснистрии почти полностью исчезло немецкое население, осталась лишь незначительная часть. Так, на территории Молдавской ССР советские власти после освобождения обнаружили 170 советских немцев. При этом на территории только Молдавской АССР по довоенной переписи 1939 года проживали 11947 немцев.

### Послевоенная судьба немцев Транснистрии
В 1948—1950 годах в СССР были осуждены 37 бывших участников немецкой самообороны (35 из них получили 25 лет лагерей, а ещё 2 человека — по 10 лет лагерей). Затем в СССР была восстановлена смертная казнь, которую стали назначать вновь осуждённым участникам немецкой самообороны. Так, в 1951—1952 годах были осуждены 38 участников самообороны: 16 человек были приговорены к расстрелу, а 22 человека — к 25 годам). В 1953—1954 годах были осуждены три участника немецкой самообороны: двое приговорены к расстрелу и один — к 25 годам. После смерти Сталина началась волна пересмотров приговоров.
Так бывший заместитель командира отряда самообороны в Раштадте Иван (Иоганн) Леопольдович Гертнер (осуждён в мае 1949 года военным трибуналом войск МВД Средне-Азиатского округа к 25 годам) летом 1956 года добился освобождения и снятия судимости. Гертнер сослался на нарушения в ходе следствия и отказался от своих признательных показаний (то же сделал и главный свидетель Рейхерт). Впрочем, добиться пересмотра удалось не всем. Например, старший полицейский села Мюнхен Я. Л. Томме (осуждён закрытым заседанием военного трибунала Западно-
Сибирского военного округа 30 июля 1947 года к 25 годам за измену Родине — принятие германского гражданства, служба в СС в 1944—1945 годах, участие в расстрелах евреев и цыган в 1942—1943 годах у хутора Новая Америка) не смог в 1956 году добиться досрочного освобождения.
С 1956 года в разных городах СССР прошла серия процессов в отношении участников немецкой самообороны. Причём перед судом представили (уже как каратели) ранее осуждённые за пособничество и позднее амнистированные фольксдойче. Летом 1956 года в Костроме осудили трёх бывших участников отряда самообороны села Вормс, замешанных в расстрелах мирных жителей на Березовском поле. На следующий год в Одессе осудили ещё трёх членов Вормского отряда. В ноябре — декабре 1957 года в Одессе прошёл открытый судебный процесс над подозреваемыми Ф. А. Швенком, Р. Г. Миндтом, Г. П. Редманом, Р. Ф. Брауном, Э. Э. Редингером, Р. Г. Траутманом, Э. Я. Франком и Я. И. Кноделем. Впрочем, никто из них к смертной казни осуждён не был. В 1960—1967 годах прошли судебные процессы в отношении членов немецкой самообороны в Первомайске, в Одессе (3 процесса, из них 2 закрытых), Доманевке (открытый процесс), Николаеве (2 процесса). Многие осуждённые были приговорены к расстрелу. Так, 11-27 марта 1966 года выездная сессия Верховного суда Украинской ССР в Николаеве по части 1 статьи 56 Уголовного кодекса Украинской ССР приговорила 11 участников самообороны хутора Новая Америка: 8 подсудимых к расстрелу, 3 подсудимых к 15 годам исправительно-трудовой колонии каждого. 22 — 23 марта 1966 года в Одессе судили в открытом процессе и приговорили к расстрелу участников самообороны А. П. Энце и Бенца. Из 11 подсудимых процесса в Николаеве (сентябрь 1967 года) все 11 человек были осуждены к смертной казни за участие в массовых расстрелах. Среди осуждённых к смертной казни (1964 год) был И. Л. Гертнер.
В конце 1950-х — 1960-е годы не только допрашивали свидетелей, но и вновь проводили осмотры мест преступления и экспертизы останков жертв. Специальная следственная группа к 1965 году на предмет расследования дел о самообороне изучила материалы более чем 100 уголовных дел на немцев, осуждённых за измену Родине, а также более 10 тысяч дел немцев-спецпоселенцев.
С конца 1950-х годов расследование преступлений на территории Транснистрии шло также в ФРГ. В 1959 году Центральное бюро управлений юстиции федеральных земель для расследования преступлений национал-социализма возбудило по заявлению проживающего в Канаде бывшего учителя из колонии Зельц, в котором он обвинял коменданта Норберта Пашвëля (Paschwöll) в расстреле смешанных немецко-еврейских семей. В ходе следствия главным подозреваемым в совершении убийств стал начальник штаба ОК «Р» в Транснистрии Клаус Зиберт и его подчинённые. Затем дело было передано в прокуратуру Дортмунда, которая вела его с большими перерывали до 1990-х годов. Однако перед судом престал только один Клаус Зиберт — его дело передали в земельный суд города Хагена. Остальные обвиняемые — коменданты Б. Штрайт и Ф. Либль, а также их подчинённые Ф. Клейлинг и В. Петерсен — из-за преклонного возраста и по состоянию здоровья были освобождены от участия в судебных заседаниях. Следствие по делу К. Зиберта было приостановлено, но в 1994 году возобновлено на основании обращения властей Канады. В итоге за все годы в ФРГ был осуждён за военные преступления на территории Транснистрии только один участник немецкой самообороны — Иоганн Хернер (Гернер).
В розыск в ФРГ были объявлены более 450 участников отрядов самообороны, но из них в отношении примерно 400 человек розыск прекратили по причине смерти или из-за невозможности установить место жительства. При этом, власти ФРГ рассматривали проживавших после войны в СССР членов немецкой самообороны (принявших в годы войны гражданство Третьего рейха) как советских граждан, поэтому на обращение родственников арестованных в посольство ФРГ в Москве — помощи оказано не было. В отношении членов немецкой самообороны проживавших после войны в ФРГ, подход был иным — власти ФРГ не считали сам факт службы в самообороне преступлением. В 1970-е — 1980-е годы власти СССР передавали в ФРГ информацию о членах самообороны, подозреваемых в военных преступлениях.
После распада СССР некоторые из фигурантов дел коллаборационистов из немецкой самообороны жаловались на фальсификации со стороны следствия. Так в 1996 году были допрошены немецкой прокуратурой трое человек: двое заявили, что по крайней мере половина протоколов была сфальсифицирована следователями, а один человек (осуждённый в конце 1950-х годов по Вормскому делу) утверждал, что протоколы допросов вообще не составлялись. Сотрудник немецкой прокуратуры выехал на Украину и в 1996 году изучил материалы дел: никаких манипуляций или составления протоколов (в том числе составления их задним числом) обнаружено не было.